# Gliocephalis
Gliocephalis är ett släkte av svampar. Gliocephalis ingår i familjen Pyxidiophoraceae, ordningen Pyxidiophorales, klassen Laboulbeniomycetes, divisionen sporsäcksvampar och riket svampar.
|              | Pyxidiophora                                                                    |
|              |                                                                                 |
|              | Mycorhynchus                                                                    |
|              |                                                                                 |
|              | Pleurocatena                                                                    |
|              |                                                                                 |
|              | Mycorhynchidium                                                                 |
|              |                                                                                 |
| Gliocephalis | \| \| Gliocephalis hyalina \| \| \| \| \| \| Gliocephalis pulchella \| \| \| \| |
|              | \| \| Gliocephalis hyalina \| \| \| \| \| \| Gliocephalis pulchella \| \| \| \| |
|              | Rhynchonectria                                                                  |
|              |                                                                                 |
|              | Gliocephalis hyalina                                                            |
|              |                                                                                 |
|              | Gliocephalis pulchella                                                          |
|              |                                                                                 |

|  | Gliocephalis hyalina   |
|  |                        |
|  | Gliocephalis pulchella |
|  |                        |